# Rumex conglomeratus
Rumex conglomeratus là một loài thực vật có hoa trong họ Rau răm. Loài này được Murray miêu tả khoa học đầu tiên năm 1770.